# مری آرت
مری آرت (استونیایی: Merry Aart؛ زادهٔ ۳۱ مارس ۱۹۵۳) سیاستمدار اهل استونی است.